# Under Fire (film, 1983)
Pour les articles homonymes, voir Under Fire.
Pour plus de détails, voir Fiche technique et Distribution.
Under Fire est un film américain réalisé par Roger Spottiswoode et sorti en 1983. Il met en vedette Nick Nolte, Joanna Cassidy, Gene Hackman, Ed Harris et Jean-Louis Trintignant.

## Synopsis
Après le Tchad, le photojournaliste Russell Price se rend au Nicaragua en 1979 pour couvrir la guerre civile opposant les sandinistes au président Anastasio Somoza. Ses amis, le chef d'antenne Alex Grazier et la journaliste de la radio Claire, l'accompagnent. Au moment où ils arrivent, les sandinistes frappent même jusque dans la capitale, Managua. Au fil des jours, Russell en vient à se poser des questions sur la façon de couvrir cette guerre, lorsqu'il prend conscience de la brutalité de l'armée somoziste vis-à-vis de la population. Lui et Claire sont bientôt approchés par les sandinistes afin de photographier Rafael, leur leader, dont le gouvernement nicaraguayen vient d'annoncer la mort. Rafael est en réalité bel et bien mort, mais les guérilleros veulent démontrer, par une photographie, qu'il est toujours vivant afin de finir la guerre à leur avantage. Après quelques hésitations, Russell accepte et, le lendemain, la photo du chef sandiniste est diffusée dans tout le pays, ce qui déstabilise quelque peu le gouvernement Somoza. Le régime commence à se poser des questions sur la neutralité de la presse. Alex Grazier est bientôt arrêté puis abattu par la Guardia. Russell Price, qui a réussi à photographier l'assassinat, parvient à rendre publiques les photos et le gouvernement américain abandonne toute aide au régime somoziste. Les sandinistes entrent en vainqueurs à Managua et le dictateur fuit le pays.

## Fiche technique
Sauf indication contraire, les informations mentionnées dans cette section peuvent être confirmées par la base de données cinématographiques IMDb,  présente dans la section « Liens externes ».
- Titre français et original : Under Fire
- Titre hispanophone : Bajo fuego[1]
- Réalisation : Roger Spottiswoode
- Scénario : Clayton Frohman et Ron Shelton, d'après une histoire de Clayton Frohman
- Musique : Jerry Goldsmith
- Photographie : John Alcott
- Montage : Mark Conte
- Décors : Enrique Estévez
- Production : Jonathan Taplin
- Société de production : Lionsgate
- Distribution : Orion Pictures (États-Unis), UGC (France)
- Pays de production :  États-Unis
- Durée : 128 minutes
- Langues originales : anglais, espagnol
- Format : couleur - 1.85:1 35 mm
- Genre : drame, guerre, thriller, politique
- Dates de sortie[1] :
  - États-Unis : 21 octobre 1983
  - France : 13 juin 1984

## Distribution
- Nick Nolte (VF : Richard Darbois) : Russell Price
- Gene Hackman (VF : Marc Cassot) : Alex Grazier
- Joanna Cassidy : Claire
- Jean-Louis Trintignant : Marcel Jazy
- Ed Harris (VF : Hervé Bellon) : Oates
- Alma Martinez : Isela
- Richard Masur : Hub Kittle
- Holly Palance : une journaliste
- Hamilton Camp : Regis Seydor
- Jenny Gago : Miss Panama
- Elpidia Carrillo : une sandiniste
- Eloy Casados : Pedro
- René Enríquez : le président Anastasio Somoza
- Martin LaSalle : le commandant Cinco
- Jorge Zepeda : Rafael

## Production

### Genèse et développement
Le scénario est inspiré de faits réels : le 20 juin 1979, un journaliste du réseau de télévision ABC, Bill Steward, est tué par la Guardia somozista et son meurtre est filmé en direct. Le soir, la télévision américaine diffusait cet événement et le gouvernement américain abandonnait toute idée d'aider le régime en déroute.
Holly Palance, qui incarne ici une journaliste, était à l'époque la femme du réalisateur Roger Spottiswoode. Le rôle de Claire est initialement proposé à Julie Christie, qui le refuse. Le personnage est finalement incarné par Joanna Cassidy.
L'acteur français Jean-Louis Trintignant tourne ici son premier film américain.

### Tournage
Le tournage a lieu au Mexique, entre autres à Oaxaca et au Chiapas.

## Bande originale
Jerry Goldsmith compose la bande originale du film. Il obtient pour cela une nomination à l'Oscar de la meilleure musique en 1984. Sa musique fait appel à tout le folklore sud-américain, avec notamment la prédominance de la flûte de pan et de la guitare qui est interprétée par le guitariste Pat Metheny.
Le réalisateur Quentin Tarantino cite souvent la musique composée par Jerry Goldsmith comme l'une de ses favorites. Il reprend d'ailleurs le thème Nicaragua dans son film, Django Unchained, en 2012. La musique de Jerry Goldmsith inspire également plusieurs rappeurs : le morceau Bajo Fuego a notamment été samplé par Comités De Brailleurs et Lunatic pour le titre On Se Maintient, par Rocca pour Pour Être Un Homme, par Ginuwine pour How Would You Like It ou encore par Cam'ron pour la chanson Leave Me Alone pt. 2.
Liste des titres
1. Bajo Fuego
2. Sniper
3. House of Hammocks
4. Betrayal
5. 19 de Julio
6. Rafael
7. A New Love
8. Sandino
9. Alex's Theme
10. Fall of Managua
11. Rafael's Theme
12. Nicaragua

## Accueil

### Critique
Sur l'agrégateur américain Rotten Tomatoes, Under Fire récolte 90% d'opinions favorables pour 21 critiques et une note moyenne de 7,17⁄10. Le célèbre critique Roger Ebert lui donne la note de 3,5⁄5 soulignant les excellents prestations des acteurs et classant le film comme l'un des meilleurs sortie cette année-là. Geoff Andrew du magazine Time Out écrit que le film « occupe une place honorable parmi les classiques de films de guerre romantiques comme Casablanca et Le Port de l'angoisse » et ajoute « c'est un film palpitant, avec une tête, un cœur et des muscles ». Certains journalistes sont moins positifs. Vincent Canby du New York Times regrette notamment que le film soit « confus ».
La presse française est assez élogieuse envers le film :

« Si on cherche un film qui donne intelligemment à réfléchir sur la tyrannie, la guerre, la presse, l'impartialité, l'engagement, on peut entrer dans une salle qui programme Under fire. C'est là. »

— Jean-Paul Grousset, Le Canard enchaîné 20/06/1984

« Under fire ne traîne jamais (…). Le film, en outre, sait donner de la guerre civile nicaraguayenne une vision que ne renierait pas un vrai pro du reportage (…). Car le film comme le héros, s'engage – ce qu'un film français ne ferait guère, sur un sujet encore brûlant – sans toutefois nier l'ambigüité de la situation. Jamais manichéen, il pose, à travers le problème de tout témoin, qu'il soit sur place ou loin de là, au bout de la chaîne de l'information (…). Ce bon film d'action doublé d'une réflexion intelligente devrait passionner tout le monde. »

— Annie Coppermann, Les Échos 14/06/1984

« Cinématographiquement, ce film est un chef-d'œuvre parce qu'il nous mène droit aux péripéties fondamentales, énervements, panique ou lâcheté qui affectent les hommes, partisans ou victimes, hors de tout contexte politique. »

— Claude Baignères, Le Figaro 13/06/1984
Certains critiques proposent cependant quelques nuances :

« Scènes d'action superbement réalisées, montage nerveux et tout et tout. Roger Spottiswoode a retenu de Guet-apens et des Chiens de paille le sens du rythme et de la violence. Il a aussi le goût du message, ce qui gâche tout. »

— François Forestier, L'Express 15/06/1984

« Sur un scénario fortement charpenté par l'actualité, Roger Spottiswoode a peut-être été dépassé par son sujet. Pour un tel résultat, il n'y a pas lieu de s'en plaindre. »

— Gilles Le Morvan, L'Humanité 13/06/1984

« L'histoire est assez banale, les dialogues pas très mémorables, les situations téléphonées, mais le film bouge bien, et nous offre les meilleures scènes de combat vues sur un écran depuis Apocalypse Now ou La 317e section de Pierre Schœndœrffer (…). Politiquement et éthiquement, le film manque singulièrement de focus, mais n'est pas pour autant faux-cul. »

— Philippe Garnier, Libération 24/11/1983

### Box-office
Malgré les critiques globalement positives, le film n'est pas un succès commercial. Aux États-Unis, il ne récolte que 5 696 391 $ au box-office nord-américain. En France, il attire 687 347 spectateurs en salles.

## Distinctions

### Récompenses
- Prix David di Donatello 1984 : meilleur producteur étranger pour Jonathan T. Taplin[15]
- Prix Sant Jordi du cinéma 1984 : meilleure actrice étrangère pour Joanna Cassidy

### Nominations
- Oscars 1984 : meilleure musique pour Jerry Goldsmith
- Golden Globes 1984 : meilleure musique pour Jerry Goldsmith, meilleur acteur dans un second rôle pour Gene Hackman
- National Society of Film Critics Awards 1984 : meilleure actrice pour Joanna Cassidy (2e place)
- BAFTA 1985 : meilleur montage pour John Bloom et Mark Conte

## Commentaire
Ce film inspirera sa vocation au photojournaliste grec Yannis Behrakis.